# Fort Kent
Fort Kent ist eine Town im Aroostook County des Bundesstaates Maine in den Vereinigten Staaten. Im Jahr 2020 lebten dort 4067 Einwohner auf einer Fläche von 140,3 km². Fort Kent liegt direkt an der Grenze zu Kanada.

## Geografie
Nach Angaben des United States Census Bureau hat die Stadt eine Fläche von 143,4 km²; 140,3 km² davon entfallen auf Land und 3,1 km² auf Gewässer.

### Geografische Lage
Fort Kent liegt am Südufer des Saint John Rivers, der hier die Grenze zu Kanada bildet. Der Abfluss des Eagle Lakes, der Fish River, mündet bei Fort Kent in den Saint John River. Mehrere kleinere Flüsse durchziehen das Gebiet der Town, auf dem sich nur wenige, kleine Seen befinden. Die Oberfläche der Town ist hügelig und die höchste Erhebung ist der 436 m hohe Bossy Mountain im Westen der Town.

### Nachbargemeinden
Alle Entfernungen sind als Luftlinien zwischen den offiziellen Koordinaten der Orte aus der Volkszählung 2010 angegeben.
- Norden: Clair, New Brunswick, Kanada, 4,4 km
- Osten: Frenchville, 18,7 km
- Südosten: New Canada, 9,3 km
- Südwesten: Wallagrass, 6,3 km
- Westen: St. John Plantation, 19,3 km

### Stadtgliederung
Auf dem Gebiet der Town Fort Kent gibt es mehrere Siedlungsgebiete: Bradburys (Bradbury), Fort Kent, Fort Kent Mills, Ledges (ehemalige Eisenbahnstation), Michigan Settlement, Pierre (ehemalige Eisenbahnstation), Robbins (ehemalige Eisenbahnstation) und Violette Settlement.

### Klima
|                       | Jan   | Feb   | Mär   | Apr  | Mai  | Jun  | Jul  | Aug  | Sep  | Okt  | Nov  | Dez   |   |      |
| Mittl. Tagesmax. (°C) | −6,6  | −4,4  | 1,6   | 8,5  | 17,3 | 22,7 | 25,1 | 24,1 | 18,8 | 11,8 | 3,7  | −3,8  | ⌀ | 10   |
| Mittl. Tagesmin. (°C) | −19,6 | −19,0 | −12,0 | −3,4 | 3,2  | 8,8  | 11,8 | 10,4 | 5,8  | 0,4  | −5,1 | −14,6 | ⌀ | −2,7 |
|                       |       |       |       |      |      |      |      |      |      |      |      |       |   |      |
| Niederschlag (mm)     | 61    | 50    | 60    | 65   | 76   | 94   | 109  | 100  | 91   | 86   | 80   | 75    | Σ | 947  |
|                       |       |       |       |      |      |      |      |      |      |      |      |       |   |      |
| Regentage (d)         | 10    | 8     | 9     | 9    | 11   | 12   | 13   | 12   | 11   | 12   | 11   | 11    | Σ | 129  |

| −19,6 |

| −19,0 |

| −12,0 |

| −3,4 |

| 3,2 |

| 8,8 |

| 11,8 |

| 10,4 |

| 5,8 |

| 0,4 |

| −5,1 |

| −14,6 |

| −19,6 |

| −19,0 |

| −12,0 |

| −3,4 |

| 3,2 |

| 8,8 |

| 11,8 |

| 10,4 |

| 5,8 |

| 0,4 |

| −5,1 |

| −14,6 |

Die mittlere Durchschnittstemperatur in Fort Kent liegt zwischen −14,4 °C im Januar und 17,7 °C im Juli. Damit ist der Ort gegenüber dem langjährigen Mittel im Winter  um etwa 5,5 Grad, im Sommer um etwa 0,8 Grad kühler als das Mittel des Bundesstaates Maine. Die tägliche Sonnenscheindauer liegt am unteren Rand des Wertespektrums der USA. In der Wintersaison zwischen Oktober und April fallen im Durchschnitt 240,5 cm Schnee, wobei die Spitzenwerte bei 52,3 cm im Dezember und 53,6 cm im Januar liegen.

## Geschichte
Zur Town incorporiert wurde Fort Kent am 23. Februar 1869 aus den zwei Plantations D’Aigle und Fort Kent Plantation. Benannt wurde Fort Kent nach dem Gouverneur von Maine Edward Kent. Bereits zwischen 1838 und 1840 wurde das Fort Kent Blockhaus gebaut um die Grenze zu Kanada zu sichern.
Die katholische Kirche St. Louis entstand 1860 und war der erste Sakralbau in Fort Kent. Aufgrund eines starken Wachstums der örtlichen Kirchengemeinde reichte das bisherige Gebäude nicht mehr aus, wurde abgerissen und durch einen größeren, 1882 eingeweihten Kirchenbau ersetzt. Auch dieser hielt nur wenige Jahre lang, bis er 1907 einem Brand zum Opfer fiel. Bereits zwei Jahre später wurde mit der Errichtung eines neuen Kirchengebäudes in gotischem Stil begonnen, das 1911 vollendet wurde. 1951 wurden bei einer Renovierung des Bauwerks Farbglas-Spitzbogenfenster eingebaut, die St. Louis, den Patron der Kirche, repräsentieren sollen.
Fort Kent beherbergt den Campus der 1878 gegründeten University of Maine at Fort Kent mit etwa 1100 Studenten sowie ein Olympisches Biathlon-Training-Center. In Fort Kent befindet sich das 10th Mountain Center, eine von zwei Biathlonanlagen des Maine Winter Sports Centers mit FIS- und IBU-Lizenzen. Dort wurden bereits zahlreiche nordamerikanische Biathlon-Meisterschaften abgehalten. Des Weiteren ist Fort Kent Stätte eines jährlichen kanadisch-amerikanischen Hundeschlitten-Rennens. Das Wirtschaftsleben in der Kleinstadt wird von der Landwirtschaft, insbesondere dem Kartoffelanbau und der Forstwirtschaft sowie von Unternehmen aus der Textilbranche bestimmt. In dem Grenzstädtchen endet die von hier aus nach Süden verlaufende U.S. Highway 1, ebenso die Kanuroute Northern Forest Canoe Trail.

### Einwohnerentwicklung
| Volkszählungsergebnisse – Town of Fort Kent, Maine | Volkszählungsergebnisse – Town of Fort Kent, Maine | Volkszählungsergebnisse – Town of Fort Kent, Maine | Volkszählungsergebnisse – Town of Fort Kent, Maine | Volkszählungsergebnisse – Town of Fort Kent, Maine | Volkszählungsergebnisse – Town of Fort Kent, Maine | Volkszählungsergebnisse – Town of Fort Kent, Maine | Volkszählungsergebnisse – Town of Fort Kent, Maine | Volkszählungsergebnisse – Town of Fort Kent, Maine | Volkszählungsergebnisse – Town of Fort Kent, Maine | Volkszählungsergebnisse – Town of Fort Kent, Maine |
| Jahr                                               | 1800                                               | 1810                                               | 1820                                               | 1830                                               | 1840                                               | 1850                                               | 1860                                               | 1870                                               | 1880                                               | 1890                                               |
| -------------------------------------------------- | -------------------------------------------------- | -------------------------------------------------- | -------------------------------------------------- | -------------------------------------------------- | -------------------------------------------------- | -------------------------------------------------- | -------------------------------------------------- | -------------------------------------------------- | -------------------------------------------------- | -------------------------------------------------- |
| Einwohner                                          |                                                    |                                                    |                                                    |                                                    |                                                    |                                                    |                                                    | 1034                                               | 1512                                               | 1826                                               |
| Jahr                                               | 1900                                               | 1910                                               | 1920                                               | 1930                                               | 1940                                               | 1950                                               | 1960                                               | 1970                                               | 1980                                               | 1990                                               |
| Einwohner                                          | 2528                                               | 3710                                               | 4237                                               | 4726                                               | 5363                                               | 5343                                               | 4761                                               | 4575                                               | 4826                                               | 4268                                               |
| Jahr                                               | 2000                                               | 2010                                               | 2020                                               | 2030                                               | 2040                                               | 2050                                               | 2060                                               | 2070                                               | 2080                                               | 2090                                               |
| Einwohner                                          | 4233                                               | 4097                                               | 4067                                               |                                                    |                                                    |                                                    |                                                    |                                                    |                                                    |                                                    |

## Kultur und Sehenswürdigkeiten
In wirtschaftlicher und kultureller Hinsicht ist Fort Kent eng mit den kanadischen Städten Clair und Saint-François-de-Madawaska verbunden, beide im Madawaska County in New Brunswick auf der anderen Seite des Saint John Rivers gelegen. Während in den Schulen auf der kanadischen Seite des Gewässers Französisch unterrichtet wird, ist auf der amerikanischen Seite Englisch die Standardsprache. Trotzdem sprechen 62 Prozent der Einwohner Fort Kents gewohnheitsmäßig Französisch, das allerdings im Tal des Saint John Rivers als Valley French bekannt ist und sich als Dialekt zum Teil erheblich vom Standardfranzösischen unterscheidet. Viele Einwohner der Stadt und der Region haben eine doppelte amerikanisch-kanadische Staatsbürgerschaft.

### Bauwerke

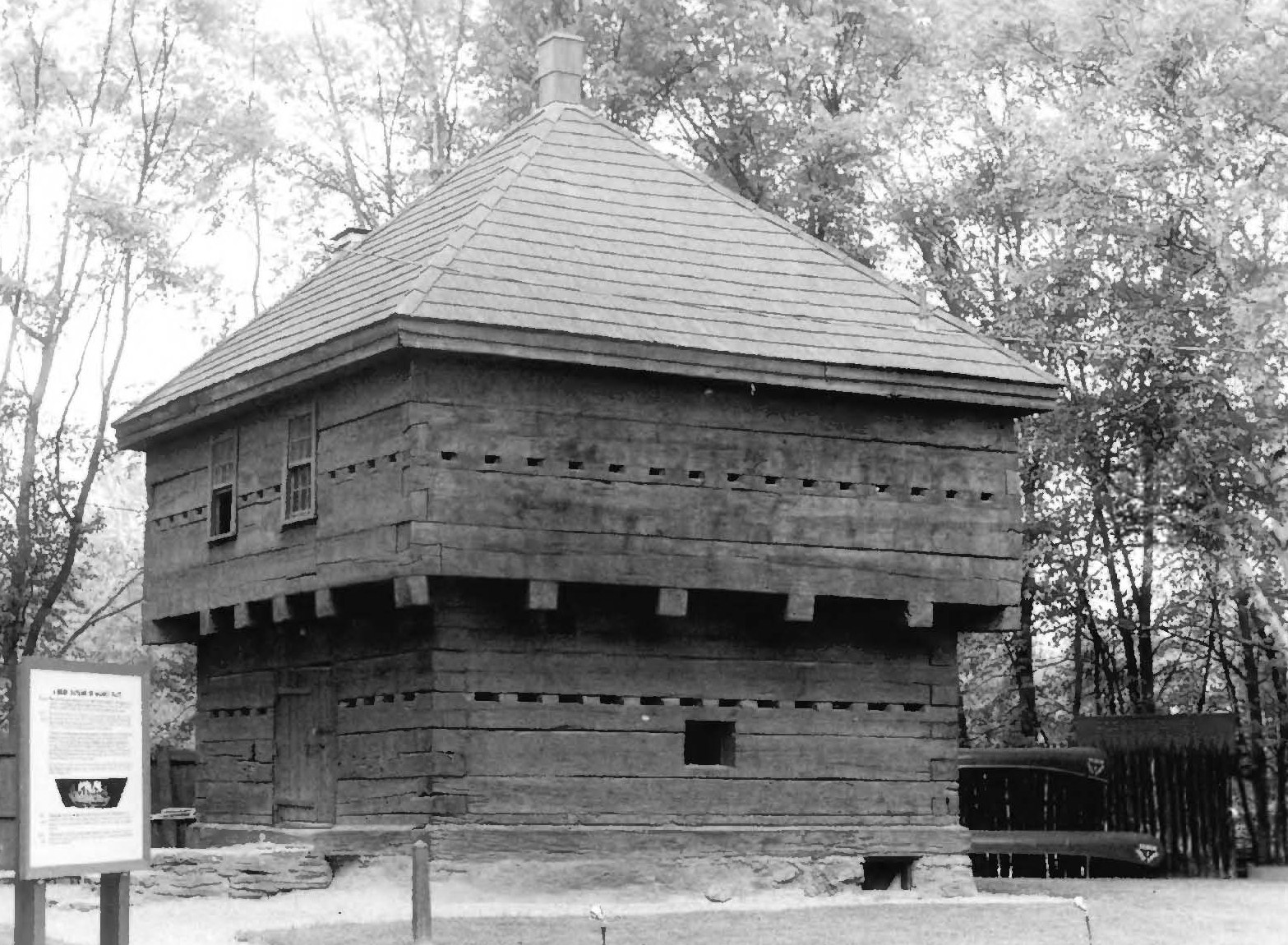
Fort Kent Blockhaus

Drei Gebäude in Fort Kent stehen unter Denkmalschutz und wurden ins National Register of Historic Places aufgenommen.
Ein Überbleibsel aus der Entstehungszeit der Vereinigten Staaten ist das Fort Kent Blockhouse. Es wurde 1839 erbaut, um die Staatsgrenze während des sogenannten Aroostook Wars (1838–1839), einem gewaltlosen Grenzkonflikt zwischen den USA und Britisch-Nordamerika, zu sichern. Es ist heute als National Historic Site ausgewiesen, wurde 1969 unter Denkmalschutz gestellt und mit der Register-Nummer 69000005 ins National Register of Historic Places aufgenommen. Es kann besichtigt werden.
Im Jahr 1989 wurde die Fort Kent Railroad Station, gebaut im Jahr 1902 von der Fish River Railroad, eine Gesellschaft, die die Strecke bis 1979 betrieb unter der Register-Nummer 89000249 aufgenommen. Heute ist der Bahnhof ein Museum und wird von der Fort Kent Historical Society betrieben.
Das Jean-Baptiste Daigle House wurde um 1840 gebaut und ist es ein seltenes Exemplar eines akadischen Blockhauses und das einzige, das sich noch in der Nähe seines ursprünglichen Standorts befindet. Es wurde von Vater und Sohn, beide hießen Jean-Baptiste Daigle, erbaut und wurde kurz nach seiner Errichtung einige Meter verschoben. Es wurde 2013 unter der Register-Nummer 13000833 aufgenommen.

## Wirtschaft und Infrastruktur

### Verkehr

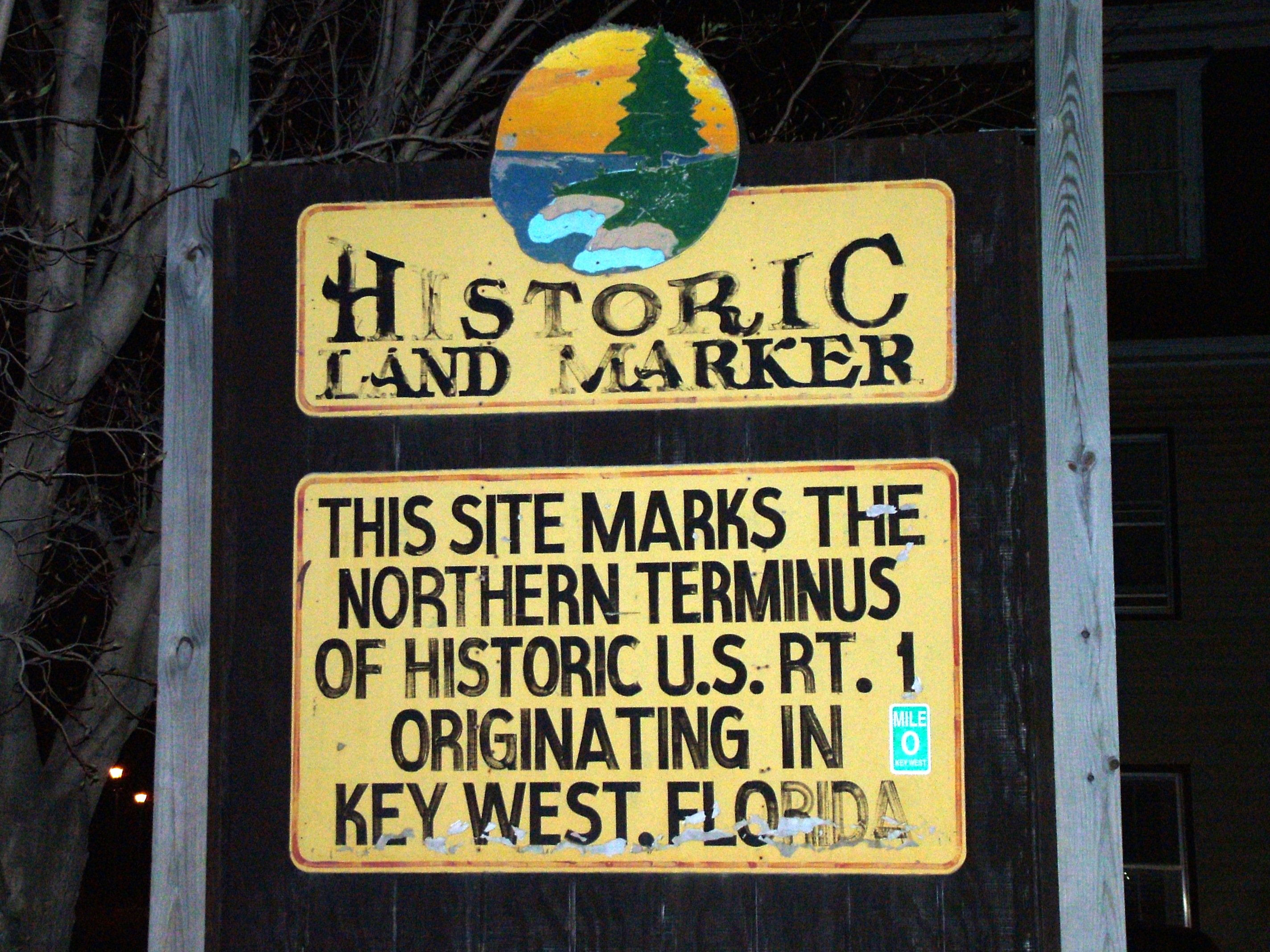
Nördlichster Punkt des Highway 1

Fort Kent ist der nördliche Start- bzw. Endpunkt des U.S. Highway 1, der Fort Kent mit Key West, Florida verbindet. Die Maine State Route 161 verläuft in westöstlicher Richtung und aus südlicher Richtung kreuzt die Maine State Route 11.

### Öffentliche Einrichtungen
Fort Kent besitzt eine eigene Bücherei. Die Fort Kent Public Library.
In Fort Kent gibt es mit dem Northern Maine Medical Center ein privates Krankenhaus.

### Bildung
Fort Kent gehört mit Allagash, Eagle Lake, New Canada, Saint Francis, Saint John Plantation, Wallagrass und der Winterville Plantation zum Maine School Administrative District #27.
Im Schulbezirk werden den Schulkindern mehrere Schulen angeboten:
- Community High School in Fort Kent
- Eagle Lake Elementary School in Eagle Lake
- Fort Kent Elementary School in Fort Kent
- Saint Francis Elementary School in Saint Francis
- Wallagrass Elementary School in Wallagrass